# Tom McGowan
Thomas "Tom" McGowan (ur. 26 lipca 1959 r. w Belmar w stanie New Jersey, USA) – amerykański aktor telewizyjny, filmowy i sceniczny.

## Filmografia (wybór)
- Po zachodzie słońca (After the Sunset, 2004) jako Ed
- Zły Mikołaj (Bad Santa, 2003) jako Harrison
- Ghost World (2001) jako Joe
- Prawdziwa zbrodnia (True Crime, 1999) jako Star
- Lepiej być nie może (As Good as It Gets, 1997) jako Maitre D'
- Jaś Fasola: Nadciąga totalny kataklizm (Bean: The Ultimate Disaster Movie, 1997) jako Star
- Klatka dla ptaków (The Birdcage, 1996) jako Harry Radman
- Waga ciężka (Heavy Weights, 1995) jako Pat Finley
- Pani Parker i Krąg Jej Przyjaciół (Mrs. Parker and the Vicious, 1994) jako Alexander Woollcott
- Bezsenność w Seattle (Sleepless in Seattle, 1993) jako Keith
- Kapitan Ron (Captain Ron, 1992) jako Bill